# 杞人陳氏介
杞人陳氏介（学名：Tanella chijeni）为細花介科陳氏介屬下的一个种。